# Sainte-Eulalie (Lozère)
Sainte-Eulalie  (okcitán nyelven 	Santa Eulàlia) község Franciaország déli részén, Lozère megyében. 2011-ben 46 lakosa volt.

## Fekvése
Sainte-Eulalie a Margeride-hegységben, 1260 méteres  (a községterület 1153-1454 méteres) tengerszint feletti magasságban fekszik, a Guitard patak felső folyása mentén,  Saint-Alban-sur-Limagnole-tól 12 km-re keletre, Lozère és Haute-Loire megyék határán. A község területének 40%-át (850 hektár) erdő borítja.
Nyugatról Saint-Alban-sur-Limagnole, északnyugatról Lajo, északról Chanaleilles, keletről Saint-Paul-le-Froid, délről pedig Saint-Denis-en-Margeride községek határolják. Saint-Albannal a D14-es, Fontans-nal (10 km) és Ancette-tel (17 km) a D7-es megyei utak kötik össze.
A községhez tartozik Ferluguet és Chardenoux.

## Története
A község a történelmi Gévaudan Apcher-i báróságához tartozott. Az egyházközséget 1277-ben említik először.

### Demográfia
| Év   | Lakosság |
| ---- | -------- |
| 1793 | 200      |
| 1851 | 237      |
| 1876 | 223      |
| 1901 | 268      |
| 1936 | 245      |

| Év   | Lakosság |
| ---- | -------- |
| 1946 | 220      |
| 1954 | 153      |
| 1962 | 112      |
| 1968 | 105      |

| Év   | Lakosság |
| ---- | -------- |
| 1975 | 104      |
| 1982 | 80       |
| 1990 | 60       |
| 1999 | 64       |
| 2010 | 46       |

## Nevezetességei

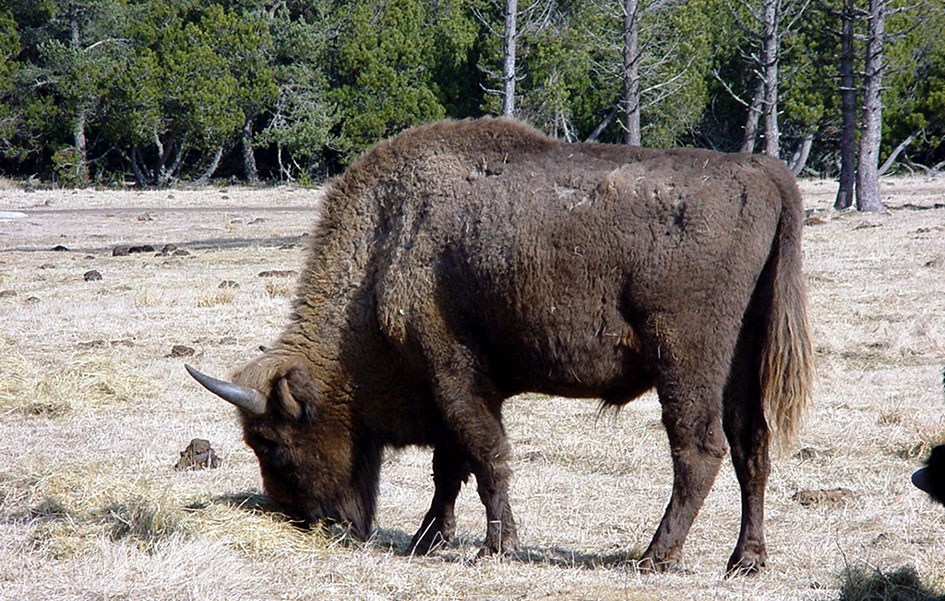
Európai bölény a rezervátumban

- Temploma a 12. században épült román stílusban.
- Chardenoux-kápolna.
- Sainte-Eulalie és Chanaleilles határában található 1991 óta az európai bölény 200 hektáros rezervátuma (Parc à Bisons).
- 1897-ben emelt gránitkereszt.
- Ferluguet legrégibb épülete 1747-ből származik.

## Kapcsolódó szócikk
- Lozère megye községei